# Dadiani

Wappen der Fürsten Dadiani

Dadiani (georgisch დადიანი) ist eine georgische Herrscher- und Fürstenfamilie. Sie herrschte zwischen 1557 und 1857 über die Provinz Mingrelien.

## Das Haus Dadiani
Erste Urkunden über die Familie Dadiani reichen auf das Jahr 1046 zurück. Vermutlich stammt die Familie Dadiani von einem Dadi ab, der für seine militärischen Dienste zum Erbadel eristavi, zum Herzog von Odishi (Mingrelien) erhoben wurde. Die Familie stieg um 1280 zum mächtigsten Herrscherhaus im Westen Georgiens auf. Zu dieser Zeit regierte die Familie auch in Swanetien und Gurien.
1557 wurde Lewan I. Dadiani zum Fürsten (Mtavari) von Mingrelien erhoben und etablierte sich als unabhängiger Herrscher. Sein Nachfolger Lewan III. Dadiani musste 1691 als Herrscher Chikovani (georgisch ჩიქოვანი) abdanken, die Nachfahren trugen aber weiterhin den Familiennamen Dadiani und den Titel Fürsten von Mingrelien.
1802 zwang Russland die Dadiani-Dynastie, die russische Annexion Georgiens zu akzeptieren und einen Eid auf die kaiserlich-russische Krone zu schwören. Dafür wurde sie in den russischen Adelsstand erhoben und behielt eine weitgehende Unabhängigkeit in Mingrelien. Am 4. Januar 1857 setzte Russland Niko Dadiani als Herrscher Mingreliens ab und löste das Fürstentum auf. 1868 verzichtete Fürst Nico Dadiani offiziell auf den Thron.

## Herzöge und Fürsten Mingreliens
- Wardan I. Dadiani (ca. 1180–1190)
- Schergil Dadiani (ca. 1220–1240)
- Wardan II Dadiani (ca. 1240–1250)
- Zotne Dadiani (ca. 1260)
- Bedan Dadiani (ca. 1270–ca. 1290)
- Giorgi I. Dadiani (ca. 1293–1323)
- Mamia I. Dadiani (1323–1345)
- Giorgi II. Dadiani (1345–1384)
- Wameq I. Dadiani (1384–1396)
- Mamia II. Dadiani (1396–1414)
- Liparit I. Dadiani (1414–1470)
- Shamandavle Dadiani (1470–1473)
- Wameq II. Dadiani (1474–1482)
- Liparit II. Dadiani (1482–1512)
- Mamia III. Dadiani (1512–1533)
- Lewan I. Dadiani (1533–1546)

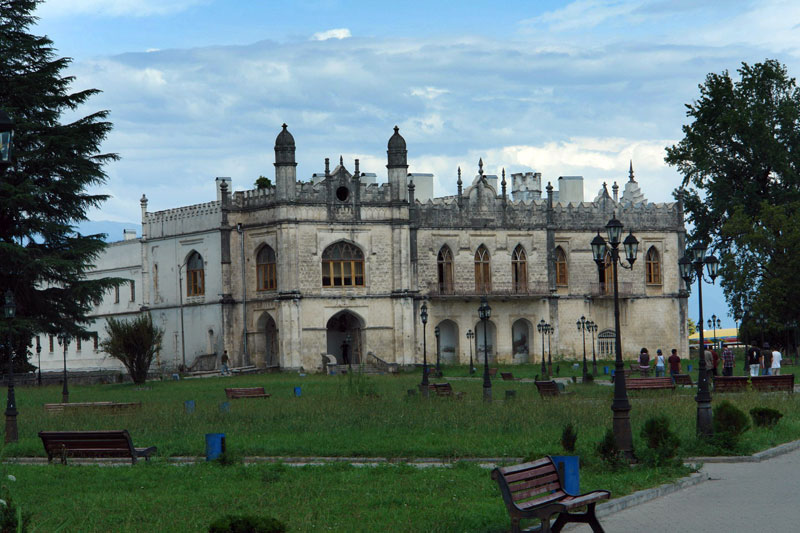
Der Dadiani-Palast in Sugdidi

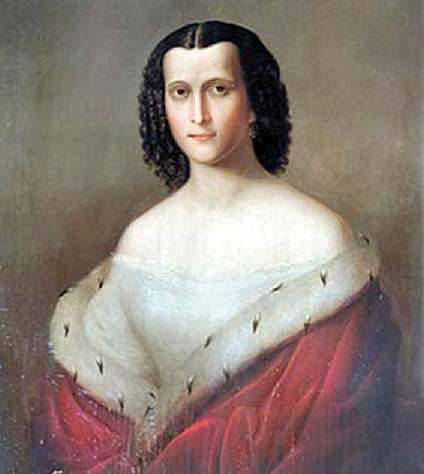
Nino Dadiani, Fürstin von Mingrelien (1772–1847), geb. Prinzessin Bagration

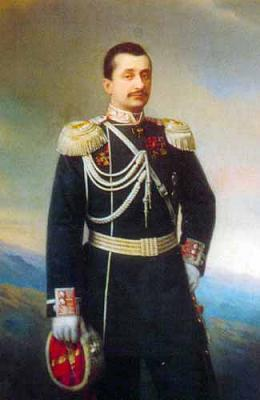
Niko Dadiani, Fürst von Mingrelien (1847–1903)

- Giorgi III. Dadiani (1546–1573, 1574–1582)
- Mamia IV. Dadiani (1574, 1582–1590)
- Manuchar I. Dadiani (1590–1611)
- Lewan II. Dadiani (1611–1657)
- Liparit III. Dadiani (1657–1658)
- Wameq III. Dadiani (1658–1661)
- Lewan III. Dadiani (1661–1681)
- Lewan IV. Dadiani (1681–1691)
- Giorgi IV. Dadiani (Lipartiani) (1700–1704, 1710–1714)
- Kazia I. Dadiani (1704–1710)
- Beschan I. Dadiani (1714–1728)
- Otia I. Dadiani (1728–1758)
- Kazia II. Dadiani (1758–1788)
- Grigol I. Dadiani (1788–1791, 1794–1802, 1802–1804)
- Manuchar II. Dadiani (1791–1793)
- Tariel Dadiani (1793–1794, 1802)
- Lewan V. Dadiani (1804–1840)
- David I. Dadiani (1840–1853)
- Niko Dadiani (1853–1857)

## Chefs des Hauses Mingrelien
- Niko Dadiani (1857–1903)
- Niko II. Dadiani (1903–1919)
- Shalva Dadiani (1919–1959)
- Archil Dadiani (1959–1976)
- Niko III. Dadiani (1976–heute)

## Weitere Familienmitglieder
- Constantine Dadiani, Dichter und General der Russischen Armee
- Andria Dadiani (1850–1910), georgischer Schachspieler und Prinz von Mingrelien
- Ekaterine Dadiani (1816–1882), Fürstin von Mingrelien
- Salome Dadiani, Ehefrau des Fürsten Achille Napoleon Murat
- Schalva Dadiani, Schriftsteller und Dramatiker
- Robert Dadiani, (1931–2024), ehemaliger Boxprofi, Nachfahre der Dadiani-Dynastie
- Dudu Dadiani (1969–2002), georgischer Sportler
- Maka Dadiani, georgische Konzertpianistin und Malerin

## Sonstiges
Der Bau der Großen Abchasischen Mauer wird Fürst Lewan II. Dadiani zugeschrieben, sie gilt als eine der größten Befestigungsanlagen im Kaukasusgebiet und hat eine Ausdehnung von etwa 160 Kilometer.